# 布朗斯米爾斯 (新澤西州)
布朗斯米爾斯（英語：Browns Mills）是位於美國新澤西州伯靈頓縣的普查規定居民點。

## 人口
根據2020年美國人口普查的數據，布朗斯米爾斯的面積為14.55平方千米，當中陸地面積為13.92平方千米，而水域面積為0.63平方千米。當地共有人口10734人，而人口密度為每平方千米737.73人。